# North South University
North South University är ett universitet i Bangladesh.   Det ligger i provinsen Dhaka, i den centrala delen av landet, i huvudstaden Dhaka.

## Galleri

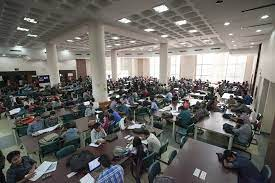
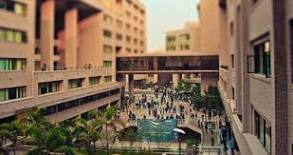
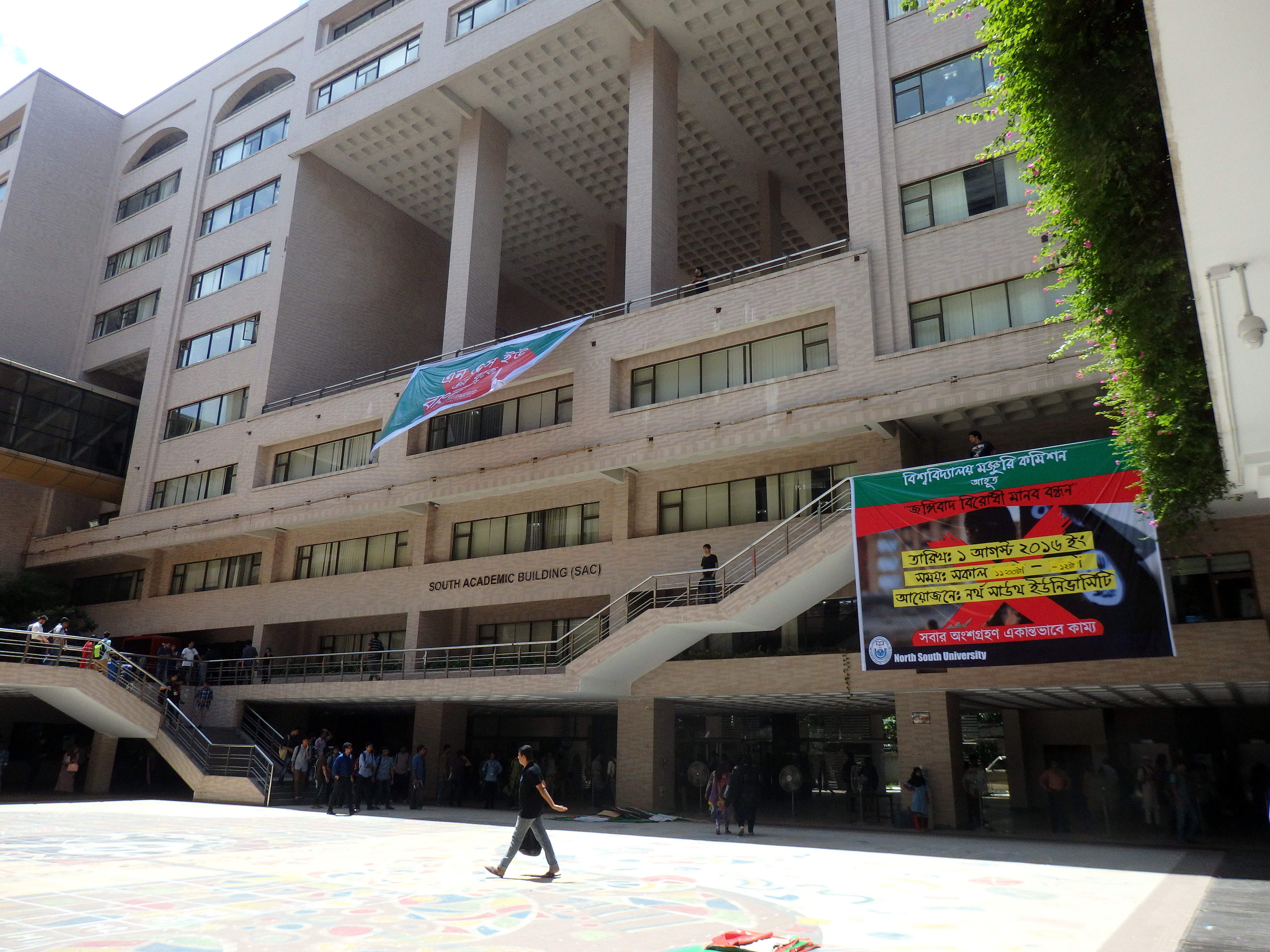
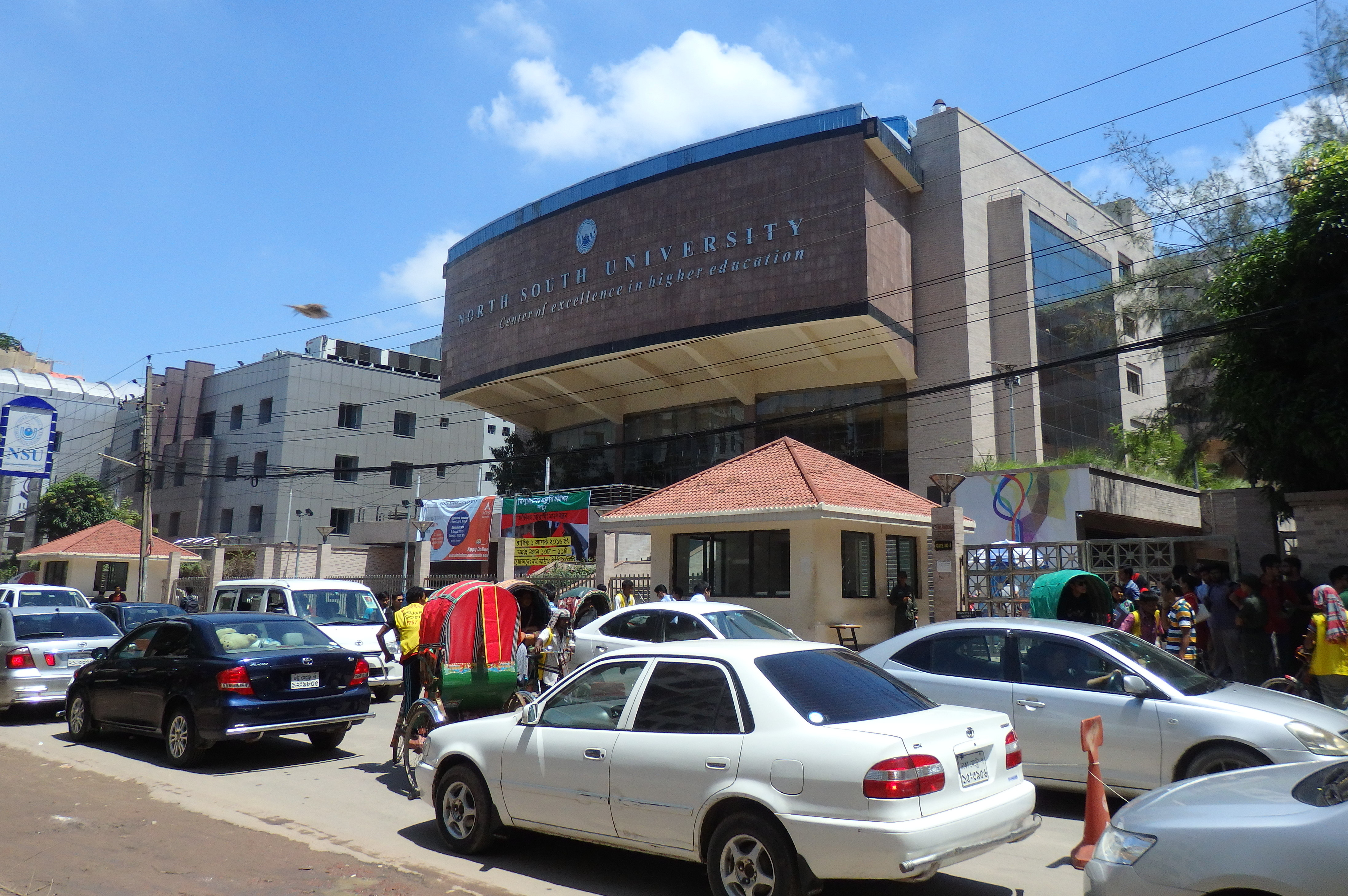
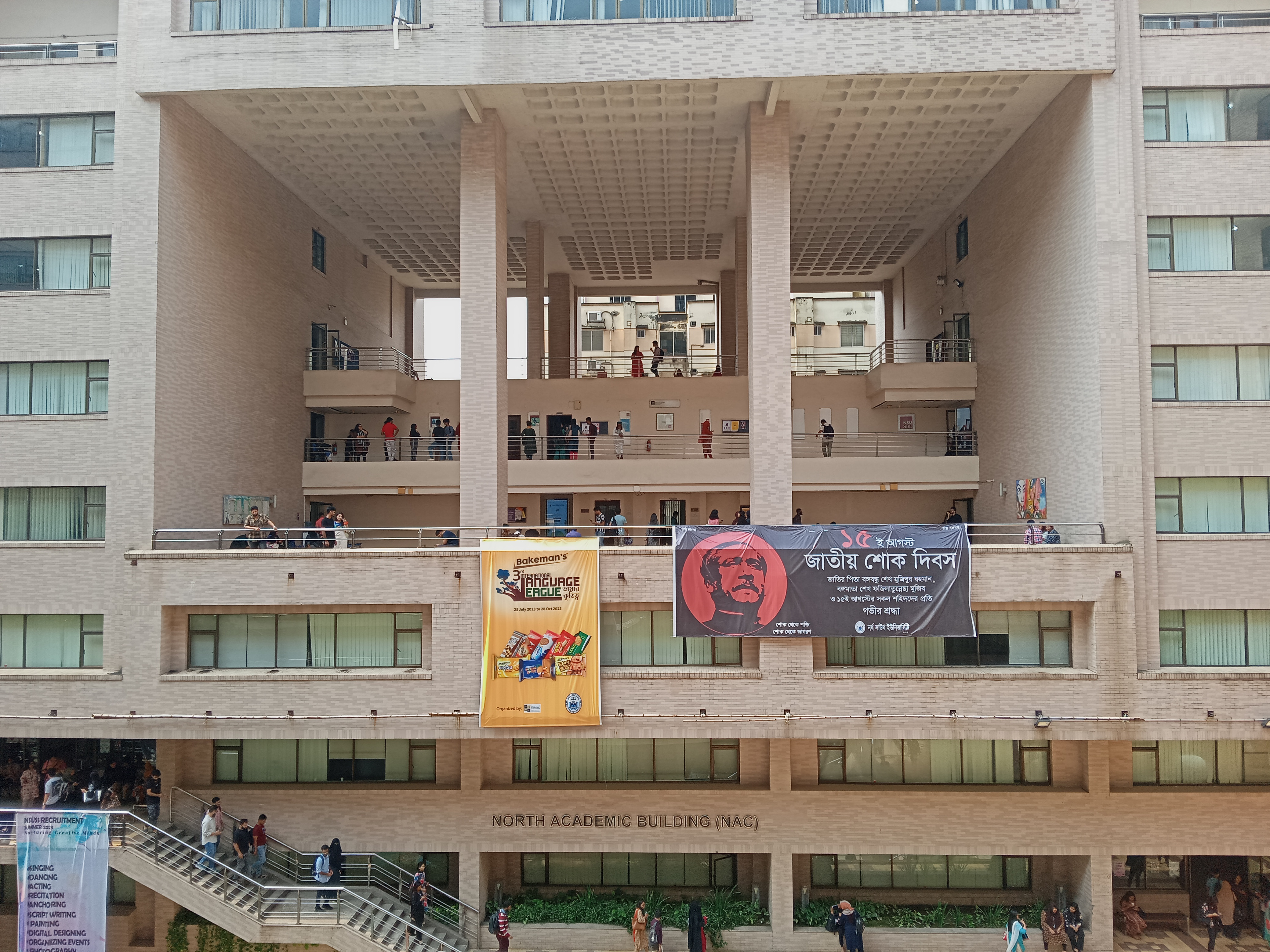
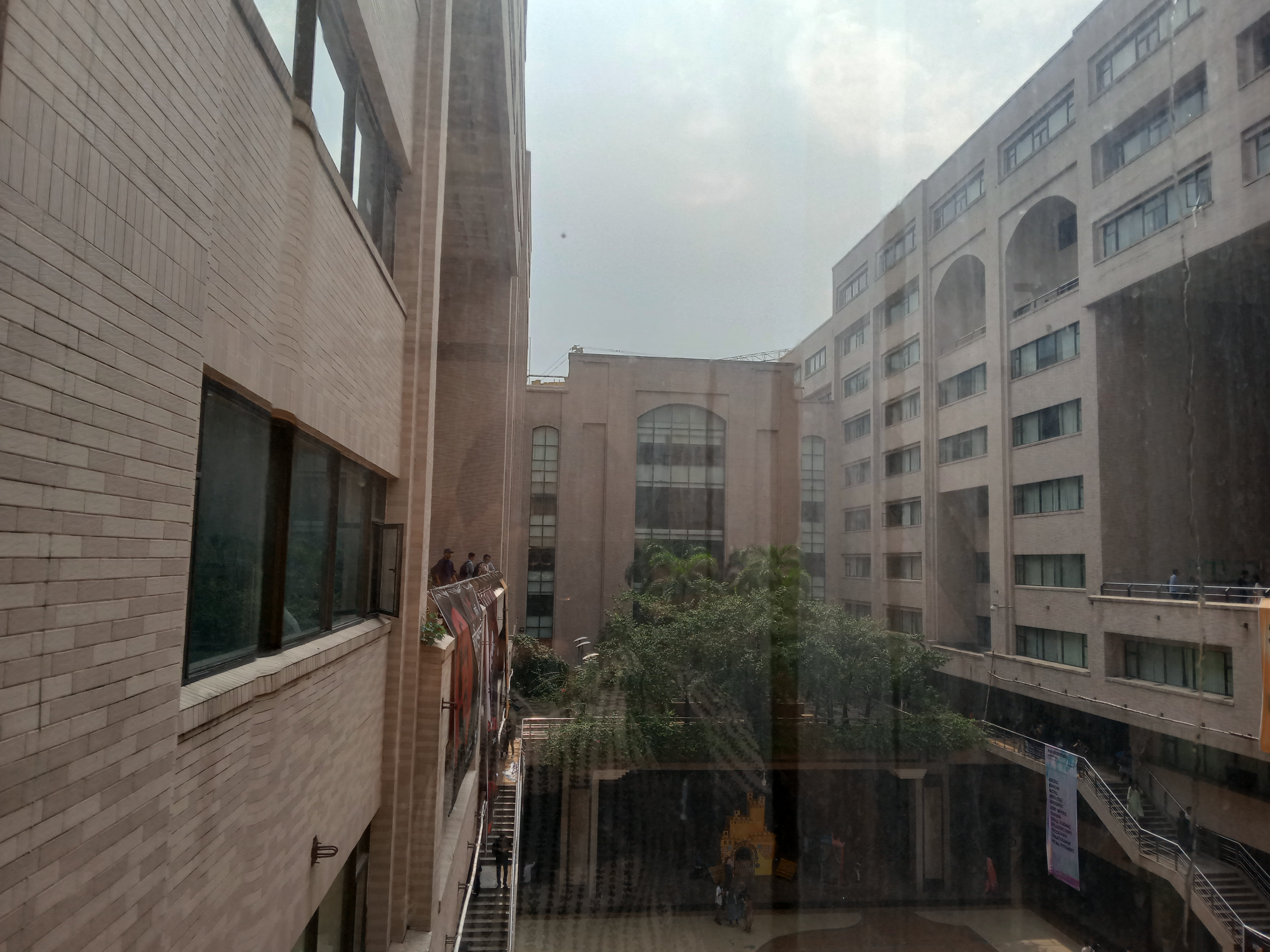
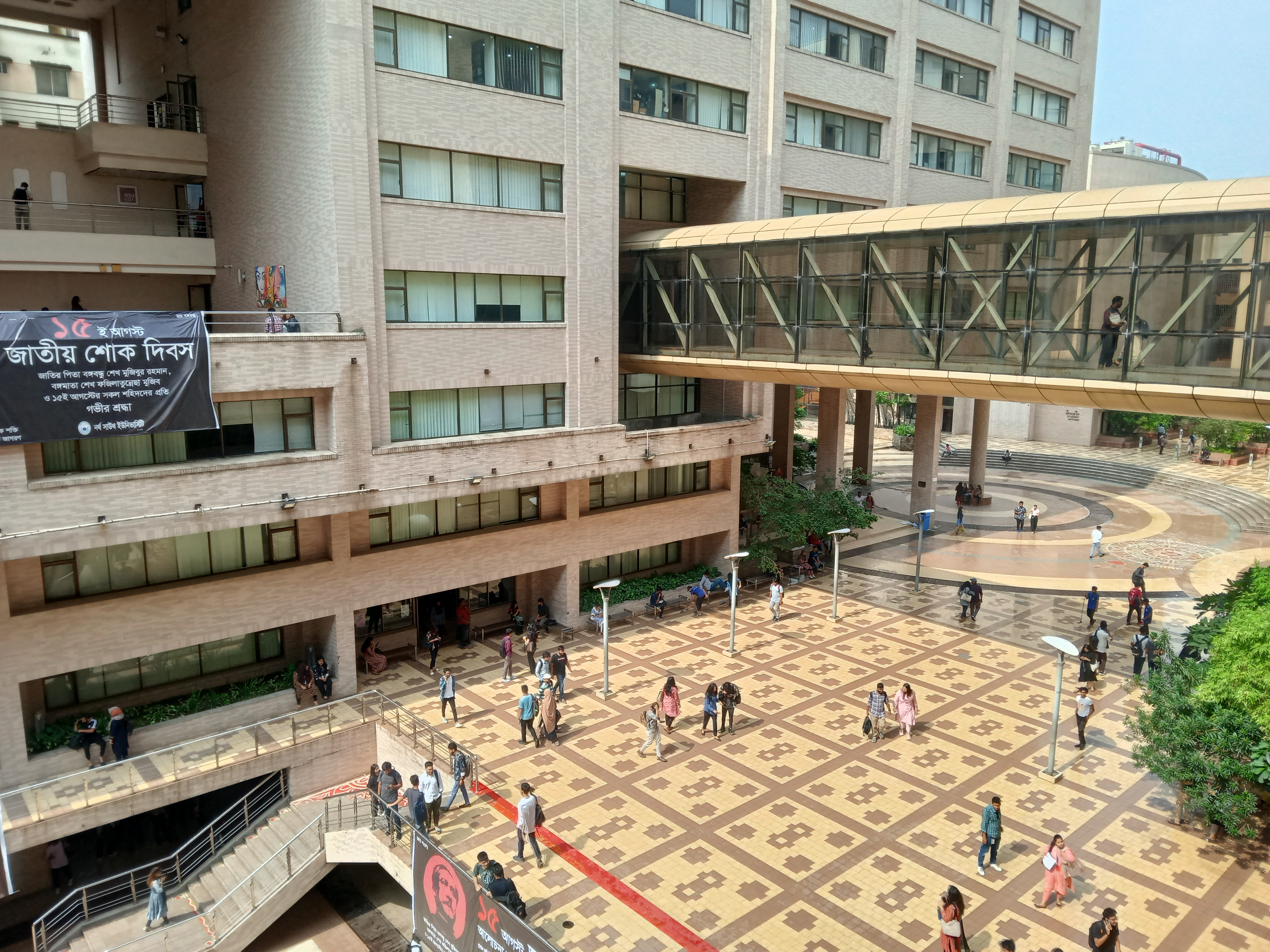
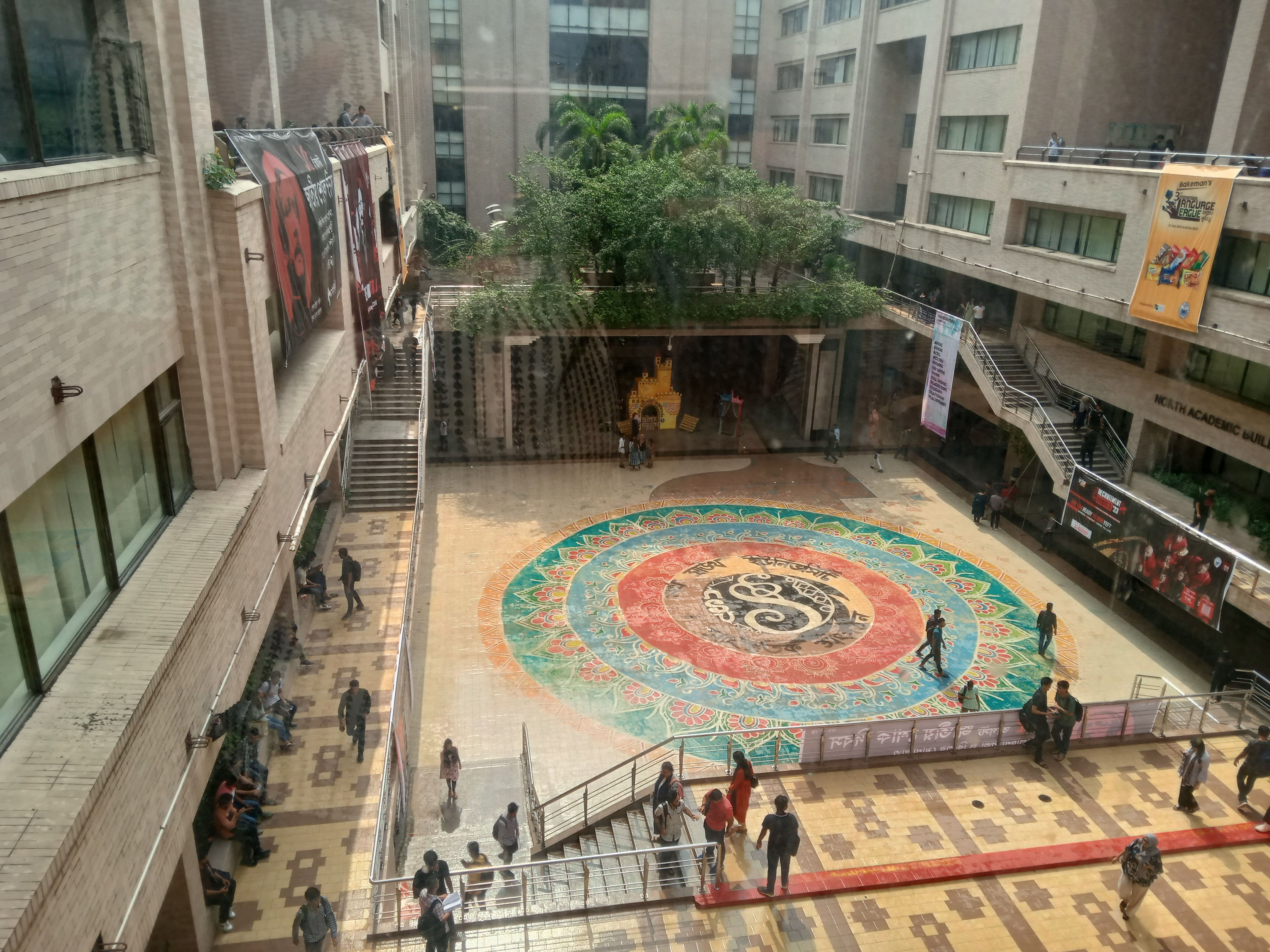
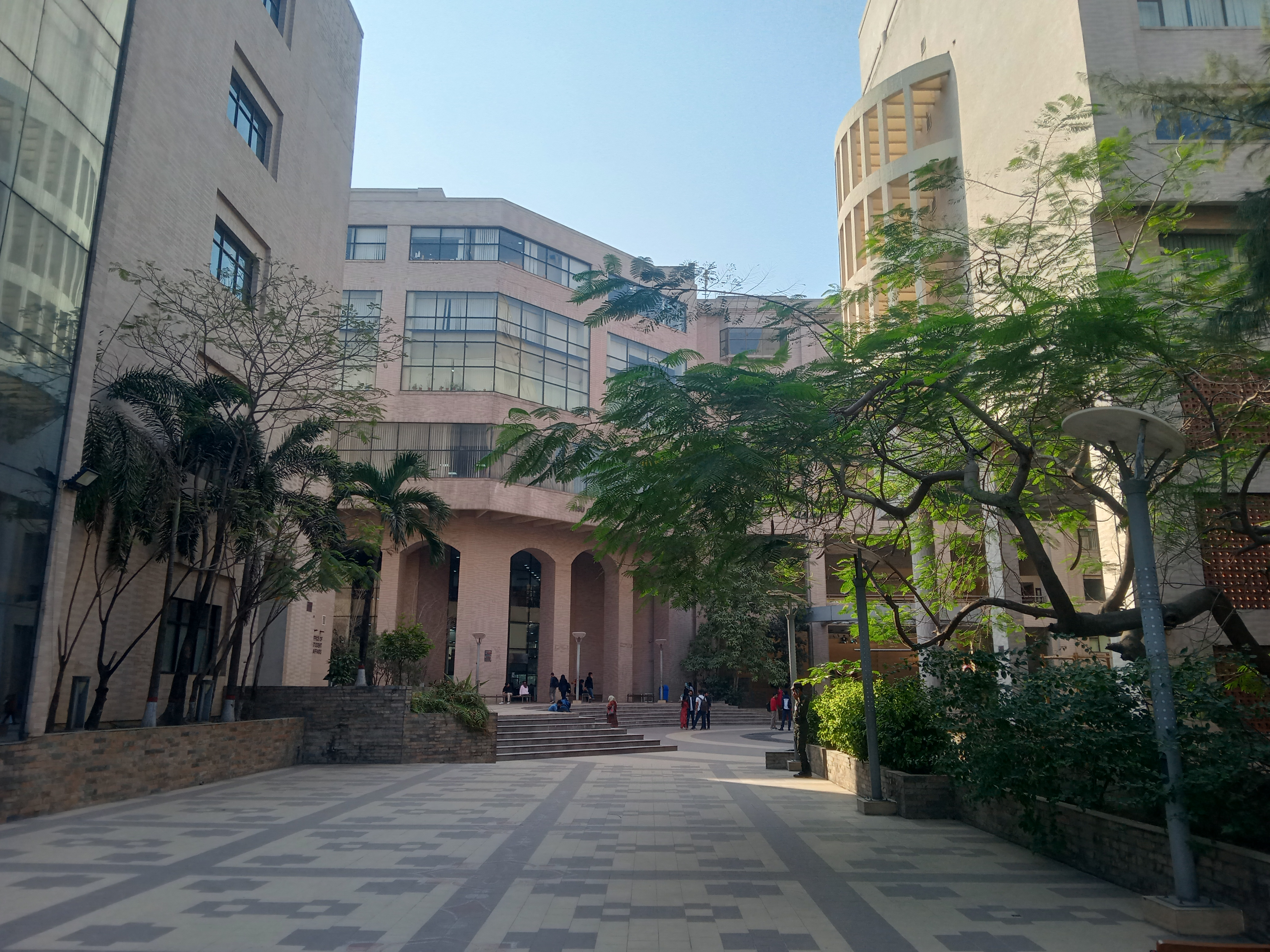
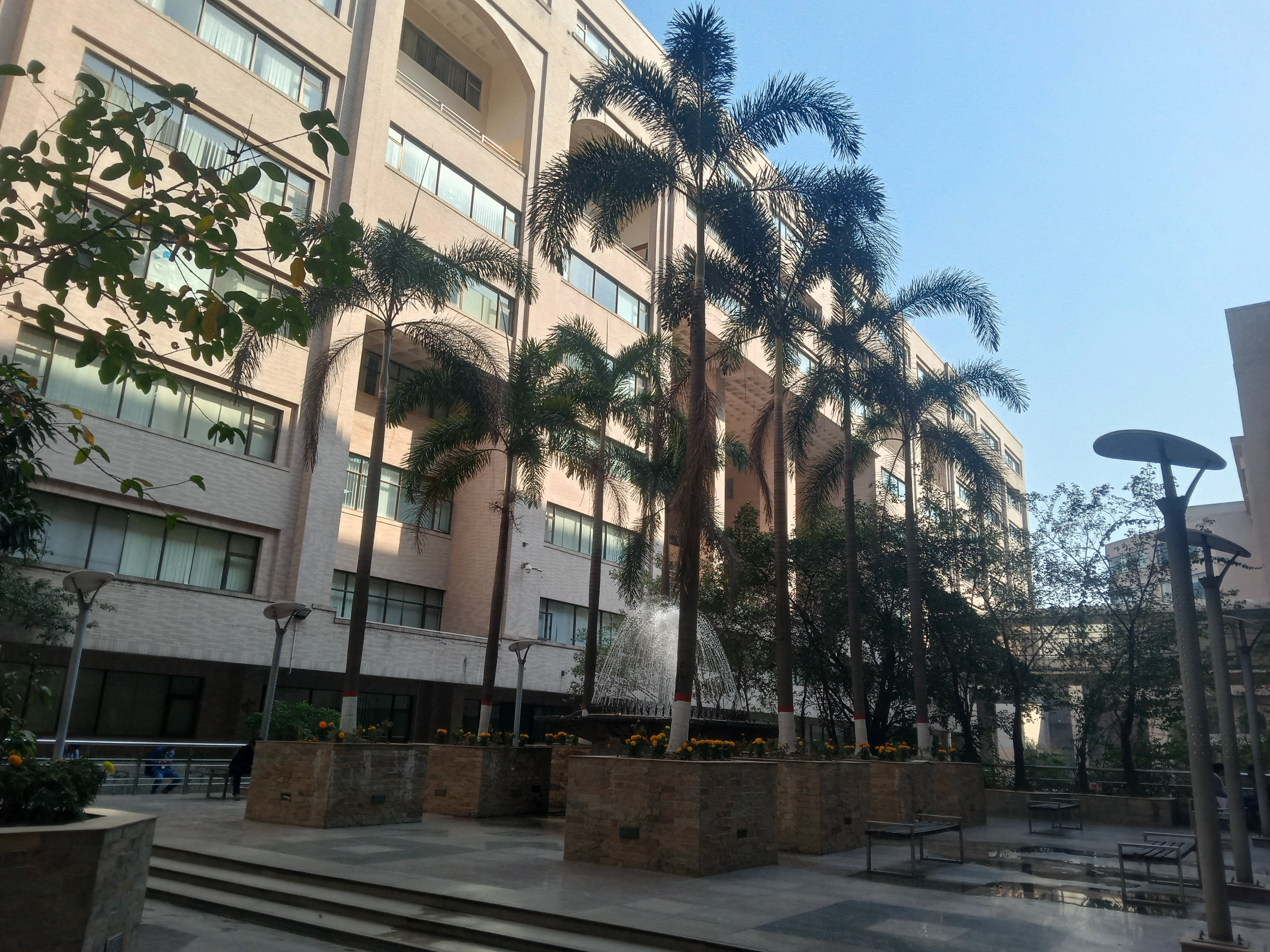